# Байё (округ)
Байё (фр. Bayeux) — округ (фр. Arrondissement) во Франции, один из округов в регионе Нормандия. Департамент округа — Кальвадос. Супрефектура — Байё.
Население округа на 2018 год составляло 73 698 человек. Плотность населения составляет 75 чел./км². Площадь округа составляет 989,05 км².

## Состав
Кантоны округа Байё (с 1 января 2017 г.):
- Байё
- Курсёль-сюр-Мер (частично)
- Ле-Мон-д’Оне (частично)
- Тревьер
- Тю-э-Мю  (частично)

Кантоны округа Байё (с 22 марта 2015 г. по 31 декабря 2016 г.):
- Байё (частично)
- Бретвиль-л’Оргейёз  (частично)
- Курсёль-сюр-Мер (частично)
- Оне-сюр-Одон (частично)
- Тревьер

Кантоны округа Байё (до 22 марта 2015 года):
- Бальруа
- Байё
- Комон-л’Эванте
- Изиньи-сюр-Мер
- Ри
- Тревьер